# Ң
Ң, ң, а така също Н с камшиче или Нг, е буква от кирилицата. Обозначава звучната заднонебна носова съгласна /ŋ/ ([н͡г]). Използва се в башкирския, дунганския, казахския, киргизкия, калмикския, татарския и тувинския език.
Буквата Ң произлиза от кирилското Н, на което е добавен десцендер (камшиче). Не бива да се бърка с друга кирилска буква Ӊ.
Обикновено се транслитерира на латиница като ñ или ng (в казахския) или като ņ (в киргизкия).

## Кодове
| Буква  | Уникод |
| ------ | ------ |
| Главна | U+04A2 |
| Малка  | U+04A3 |

В други кодировки буквата Ң отсъства.